# ＃5 (凛として時雨のアルバム)
『#5』（ナンバーファイブ）は、日本のロックバンド・凛として時雨の6枚目のスタジオアルバム。2018年2月14日にソニー・ミュージックアソシエイテッドレコーズから発売された。

## 概要
前作『i'mperfect』から約5年ぶりのスタジオアルバム。
2017年11月17日、ニューアルバム「#5」を2018年2月14日にリリースすることを発表。また、同日には、本アルバムを携えた全国ツアー「凛として時雨 Tour 2018 "Five For You"」の開催が発表された。
同年12月13日、本アルバムの収録内容が発表された。既発曲1曲を含む全10曲が収録され、初回生産限定盤のDVDには「Chocolate Passion」のミュージックビデオ及びそのメイキング映像、「#5」のミュージックビデオ、凛として時雨のメンバーによるラジオコンテンツ「DIE HARD RADIO Season 2」が収録された。
同年12月30日、収録曲「Chocolate Passion」のティザー映像が公開され、2018年1月19日には、YouTubeにてミュージックビデオが公開された。
同年2月7日、本アルバムのトレイラー映像が公開された。また、同日より各定額制音楽配信サービスにて、凛として時雨の既発曲の配信が開始された。
同年年2月14日、本アルバムがリリースされた。
| 形態           | 規格   | 規格品番  | 出典          |
| -------------- | ------ | --------- | ------------- |
| 初回生産限定盤 | CD+DVD | AICL-3479 | [ 13 ] [ 14 ] |
| 通常盤         | CD     | AICL-3481 | [ 13 ] [ 14 ] |

### シングル
2017年8月23日、「DIE meets HARD」がリリース。同年7月22日からテレビ東京系列のドラマ24枠（毎週土曜日0:12 - 0:52〈金曜日深夜〉で放送が開始された「下北沢ダイハード」のオープニング曲用に書き下ろされたもの。

## 収録曲
| 全作詞・作曲: TK。 |                            |       |            |      |
| #                  | タイトル                   | 作詞  | 作曲・編曲 | 時間 |
| 1.                 | 「Ultra Overcorrection」   | TK    | TK         | 4:44 |
| 2.                 | 「Chocolate Passion」      | TK    | TK         | 4:17 |
| 3.                 | 「Tornado Minority」       | TK    | TK         | 4:38 |
| 4.                 | 「Who's WhoFo」            | TK    | TK         | 4:58 |
| 5.                 | 「EneMe」                  | TK    | TK         | 4:58 |
| 6.                 | 「ten to ten」             | TK    | TK         | 5:31 |
| 7.                 | 「Serial Number Of Turbo」 | TK    | TK         | 4:19 |
| 8.                 | 「DIE meets HARD」         | TK    | TK         | 4:06 |
| 9.                 | 「High Energy Vacuum」     | TK    | TK         | 3:53 |
| 10.                | 「#5」                     | TK    | TK         | 5:36 |
| 合計時間:          | 合計時間:                  | 45:41 |            |      |

| #  | タイトル                                                | 作詞 | 作曲・編曲 |
| -- | ------------------------------------------------------- | ---- | ---------- |
| 1. | 「“Chocolate Passion” Music Video with Making Passion」 |      |            |
| 2. | 「“#5” Music Video」                                    |      |            |
| 3. | 「DIE HARD RADIO Season 2」                             |      |            |

## 発売日
| 国   | 発売日        | レーベル                                     |
| ---- | ------------- | -------------------------------------------- |
| 日本 | 2018年2月14日 | ソニー・ミュージックアソシエイテッドレコーズ |